# 洛斯伊诺霍索斯
洛斯伊诺霍索斯，是西班牙卡斯蒂利亚-拉曼恰昆卡省的一个市镇。总面积114平方公里，总人口1039人（2001年），人口密度9人/平方公里。